# 艾尔维肯灭绝事件
艾爾維肯滅絕事件（英語：Ireviken event）是志留紀時期三個相對較小的大規模滅絕（艾爾維肯滅絕事件、穆德滅絕事件和勞階滅絕事件）中的第一個。

## 概述
艾爾維肯滅絕事件發生在四億三千三百四十萬年前（志留紀中期）。艾爾維肯滅絕事件在哥特蘭島的艾爾維肯留下最完整的紀錄。那裡有超過50%的三葉蟲物種滅絕；全球80%的牙形石物種也在這一時期滅絕。
艾爾維肯滅絕事件持續了大約20萬年。這一滅絕事件起源於深海，並波及較淺的海域。位於較淺水域的珊瑚礁幾乎沒有受到影響，而筆石、牙形石和三葉蟲等生物受到的打擊最為嚴重。